# لوكا باسيوني
لوكا باسيوني (بالإيطالية: Luca Pacioni)‏ (و. 1993  م) هو راكب دراجة هوائية إيطالي، ولد في جاتيو، مركز لعبه هو عداء دراجات ‏.

## سجل الفوز

### سباقات أو مراحل فاز بها
| التاريخ        | السباق                            | المركز                  |
| -------------- | --------------------------------- | ----------------------- |
| 11 أبريل 2017  | باريس-كاممبير 2017                | العاشر في التصنيف العام |
| 14 مايو 2017   | أربعة أيام من دونكيرك 2017        | الثالث في تصنيف الجبال  |
| 21 يناير 2018  | لا تروبيكال أميسا بونغو 2018      | الثالث في تصنيف النقاط  |
| 27 يناير 2018  | طواف الشارقة 2018                 | الرابع في تصنيف النقاط  |
| 15 مارس 2018   | طواف تايوان 2018                  | الخامس في تصنيف النقاط  |
| 25 مارس 2018   | طواف لانكاوي 2018                 | الثالث في تصنيف النقاط  |
| 03 يونيو 2018  | طواف كوريا 2018                   | الخامس في تصنيف النقاط  |
| 07 يونيو 2018  | غروسر برايس ديس كانتونس أرجو 2018 | الثامن في التصنيف العام |
| 04 أغسطس 2018  | طواف بحيرة تشينغهاي 2018          | الرابع في تصنيف النقاط  |
| 19 يناير 2020  | فولتا تاشيرا 2020                 | الثامن في تصنيف النقاط  |
| 14 فبراير 2020 | طواف لانكاوي 2020                 | الخامس في تصنيف النقاط  |

## روابط خارجية
- لوكا باسيوني على موقع الاتحاد الدولي للدراجات (الإنجليزية)
- لوكا باسيوني على موقع أرشيف الدراجات (الإنجليزية)
- لوكا باسيوني على موقع إحصائيات الدراجات الإحترافية (الإنجليزية)
- لوكا باسيوني على موقع نسبة الدراجات (الإنجليزية)
- لوكا باسيوني على موقع CycleBase (الإنجليزية)